# Catalunya Visió
Catalunya visió és un projecte editorial del mateix títol que, entre 1968 i 1978, es va dedicar a retratar i descriure el teixit físic i humà de Catalunya. Idea de l'escriptor Oriol Vergés, la col·lecció es va desenvolupar dins l'editorial Tàber i en van ser els principals autors el fotògraf Ton Sirera i l'escriptor Josep Vallverdú, que van signar vuit dels deu volums. Dels altres dos, un tenia textos de Josep Vicente i fotos de Ferran Bosch i l'altre el va signar sencer Jordi Verrié.

## Història
Catalunya visió obeïa a la voluntat d'Oriol Vergés de deixar constància del canvi que experimentava el país. Fugia de la descripció literària i del recull d'accidents geogràfics per posar l'objectiu en les transformacions socials i econòmiques que Catalunya vivia els anys 70. O, en paraules de Josep Vallverdú:
| «                 | No és un reportatge. No són uns itineraris. No són uns llibres de divulgació. És una visió de Catalunya | » |
| — Josep Vallverdú | |   |

El fruit d'aquest esforç es plasmà en l'edició d'una sèrie de llibres gràfics, editats entre 1968 i 1978, basats en recorreguts descriptius de les comarques catalanes, incloent-hi Andorra, la Catalunya Nord, la Llitera, el Baix Cinca i el Matarranya.

## Exposició
Produïda pel Museu d'Art Jaume Morera i Arts Santa Mònica, "Catalunya visió", es va fer una exposició retrospectiva que es va mostrar a diversos museus i centres culturals d'arreu de Catalunya entre el 2011 i 2012. L'exposició revisa el projecte editorial del mateix títol que, entre 1968 i 1978, es va dedicar a retratar i descriure el teixit físic i humà de Catalunya. L'exposició, que es va fer coincidint amb el centenari del naixement de Sirera (1911), recull una selecció de 168 de les fotografies que van protagonitzar els deu volums. Aquesta exposició va ser comissariada per Josep Rigol i Muxart i Cristina Zelich.